# C20 (Namibië)
De C20 is een secundaire weg in het oosten van Namibië. De weg loopt van Mariental via Aranos naar Gobabis. In Mariental sluit de weg aan op de B1 naar Kaapstad en in Gobabis op de B6 naar Windhoek en Gaborone.
De C20 is 341 kilometer lang en loopt door de regio's Hardap en Omaheke.